# Umbergaon INA
Umbergaon INA è una città dell'India di 3.520 abitanti, situata nel distretto di Valsad, nello stato federato del Gujarat. In base al numero di abitanti la città rientra nella classe VI (meno di 5.000 persone).

## Società

### Evoluzione demografica
Al censimento del 2001 la popolazione di Umbergaon INA assommava a 3.520 persone, delle quali 2.045 maschi e 1.475 femmine. I bambini di età inferiore o uguale ai sei anni assommavano a 398, dei quali 225 maschi e 173 femmine. Infine, coloro che erano in grado di saper almeno leggere e scrivere erano 2.923, dei quali 1.766 maschi e 1.157 femmine.